# シングルカット
シングルカットとは、レコーディングされた楽曲から一曲または二、三曲程をメインとして、シングルに収録し販売すること。
その名の通り、数ある楽曲の中から切るというのが語源。したがって、シングルで切るといった表現も使われる。

## アルバムとシングルの関係
欧米の音楽業界では一般的にアルバムが先行して発表され、その後未発表や別バージョンの楽曲を付加価値とするシングルカットを行うことが多い。
日本の音楽業界では欧米とは異なり一般的にシングルの発表が優先される為に先行シングルが中心となっており、後発シングルはCMやテレビ番組等でのタイアップが付かない限りは通常、余り出回らない。アルバムとの関係では先行シングル、後発シングル、アルバム未収録シングルを問わず、シングルとして販売された楽曲はすべて「シングルカットされた曲」とされるが、実際にはリカットと同じように、先にアルバムに収録された楽曲を後からシングルとして販売する際に使われることが多い。日本では音楽関係者は前者、一般人は後者（対して、前者を先行シングルというケースが多い）として使う傾向があり、その定義は曖昧な部分もある。